# Mesochorus palus
Mesochorus palus är en stekelart som beskrevs av Schwenke 1999. Mesochorus palus ingår i släktet Mesochorus och familjen brokparasitsteklar. Inga underarter finns listade i Catalogue of Life.